# Марьяновское городское поселение
Марьяновское городско́е поселе́ние — муниципальное образование в Марьяновском районе Омской области Российской Федерации.
Административный центр — рабочий посёлок Марьяновка.

## История
Статус и границы городского поселения установлены Законом Омской области от 30 июля 2004 года № 548-ОЗ «О границах и статусе муниципальных образований Омской области».

## Население
| 2010  | 2011  | 2012  | 2013  | 2014  | 2015  | 2016  |
| ----- | ----- | ----- | ----- | ----- | ----- | ----- |
| 8630  | ↘8625 | ↘8563 | ↘8479 | ↘8452 | ↗8640 | ↗8666 |
| 2017  | 2018  | 2019  | 2020  | 2021  | 2023  |       |
| ↗8720 | ↘8627 | ↘8536 | ↘8480 | ↗8515 | ↗8575 |       |

## Состав городского поселения
| № | Населённый пункт | Тип населённого пункта                  | Население |
| - | ---------------- | --------------------------------------- | --------- |
| 1 | Марьяновка       | рабочий посёлок, административный центр | ↘8570     |